# Mattias Lindström (Fußballspieler)
Mattias Lindström (* 18. April 1980) ist ein ehemaliger schwedischer Fußballspieler. Der Mittelfeldspieler, der zweimal schwedischer Meister wurde und einen Teil seiner Laufbahn in Dänemark und Österreich bestritt, debütierte 2003 in der schwedischen Nationalmannschaft. Seit dem Ende der aktiven Laufbahn ist er als Trainer tätig.

## Sportlicher Werdegang

### Karrierestart in Schweden
Lindström kam als Zehnjähriger in die Jugend von Helsingborgs IF. Für den Verein debütierte er 1997 in der Allsvenskan. An der Seite von Erik Edman, Sven Andersson, Marcus Lantz, Rade Prica und Arild Stavrum gewann er mit der Mannschaft in der Spielzeit 1999 den Von Rosens Pokal für den schwedischen Meistertitel. Ab der Spielzeit 2001 konnte er sich endgültig in der Stammformation des Klubs etablieren. Nachdem er bereits vorher einige Nachwuchsmannschaften des schwedischen Verbandes durchlaufen hatte, debütierte Lindström im Rahmen des King’s Cup am 18. Februar 2003 beim 1:1-Unentschieden gegen Nordkorea im Jersey der A-Nationalmannschaft. Während des Turniers kam er noch gegen Thailand und beim 4:0-Finalerfolg über Nordkorea zum Einsatz – es blieben seine einzigen Spiele in der Nationalmannschaft.
An der Seite von Spielern wie Erik Wahlstedt, Álvaro Santos und Andreas Dahl lief Lindström in den folgenden Jahren als Stammspieler für den Klub aus Helsingborg auf. 2004 verließ er den Verein ablösefrei, da sein Vertrag auslief.

### Jahre im Ausland
Lindströms neuer Arbeitgeber wurde der dänische Klub Aalborg BK. In der Rückrunde der Superliga-Spielzeit 2004/05 kam er als Stammkraft in 15 Spielen zum Einsatz und erzielte fünf Tore. Mit Rasmus Würtz, Martin Ericsson, Marco Reda und Michael Jakobsen belegte er am Saisonende den vierten Tabellenrang. Auch in den folgenden Jahren gehörte er über weite Strecken zu den Stammspielern. In der Superliga-Spielzeit 2006/07 trug er in 31 Ligaspielen mit drei Saisontoren zum Erreichen des dritten Platzes bei, der die Qualifikation zum UEFA Intertoto Cup 2007 bedeutete. Über den „Strohhalm-Cup“ zog er mit der Mannschaft als einer der drei Vertreter Nordeuropas in die Qualifikationsrunde des UEFA-Pokals 2007/08 ein. Nach Erfolgen über HJK Helsinki und Sampdoria Genua zog er mit dem Klub in die Gruppenphase ein, wo er mit dem Verein hinter FC Getafe, Tottenham Hotspur und dem RSC Anderlecht auf dem vierten Rang scheiterte.
Im Januar 2008 verließ Lindström Dänemark. Fortan stand der schwedische Mittelfeldspieler beim FC Wacker Innsbruck unter Vertrag. An der Seite von Andreas Hölzl, Matthias Hattenberger und Željko Pavlović verstärkte er den Bundesligisten im Abstiegskampf. Nach 13 Spielen, in denen er ohne Torerfolg blieb, musste er den Abstieg als Tabellenletzter hinnehmen.
Nach dem Abstieg des Vereins wechselte Lindström zur Saison 2008/09 innerhalb der Bundesliga zum SV Mattersburg. Bei seinem neuen Klub konnte Lindström jedoch nicht dauerhaft überzeugen und fand sich alsbald als Ersatzspieler auf der Auswechselbank wieder. Nach zwanzig Ligaeinsätzen für die Mannschaft aus dem Burgenland entschied er sich Mitte März 2009 zur Rückkehr nach Schweden.

### Rückkehr nach Schweden
Kurz vor Beginn der Allsvenskanspielzeit 2009 schloss sich Lindström dem Göteborger Klub GAIS an. Bei seinem Ligadebüt für den neuen Klub glänzte er beim 5:1-Auswärtserfolg beim Ortsrivalen Örgryte IS als zweifacher Torschütze und avancierte in der Folge unter dem neu verpflichteten Trainer Alexander Axén zur Stammkraft. An der Seite von Björn Andersson, Wanderson do Carmo, Tommy Lycén und Dime Jankulovski erreichte er mit dem Verein den Klassenerhalt.
Nach einer Spielzeit zog Lindström innerhalb der Allsvenskan weiter. Neuer Klub wurde seine erste Profistation Helsingborgs IF, bei der er einen Drei-Jahres-Kontrakt unterschrieb. Hier war er auf Anhieb Stammspieler unter Trainer Conny Karlsson. Mit dem Klub gewann er in der Spielzeit 2011 das Double aus Meisterschaft und Pokal, als im Endspiel um den Pokalwettbewerb 2011 der Ligakonkurrent Kalmar FF nach Toren von Álvaro Santos, May Mahlangu und Christoffer Andersson per Strafstoß mit 3:1 besiegt wurde – Lindström wurde dabei in der zweiten Halbzeit für Joseph Baffoe eingewechselt. Während der Klub in der Tabelle in der Folge abrutschte, war Lindström unter Karlssons Nachfolgern Åge Hareide und Roar Hansen weiterhin über weite Strecken Stammspieler. Ende 2014 verlängerte er entsprechend seinen auslaufenden Vertrag. Nachdem Henrik Larsson vor der Spielzeit 2015 übernommen hatte, rückte der Routinier jedoch zunehmend ins zweite Glied und bestritt nur noch die Hälfte der 30 Saisonspiele.
Ab 2016 ließ Lindström seine aktive Laufbahn unterklassig ausklingen. Zunächst spielte er für Ödåkra IF, anschließend schloss er sich Galtabäcks BK an. Nachdem er 2017 zunächst seine Karriere beendet hatte, um sich auf die Trainerlaufbahn zu fokussieren, kehrte er 2019 nochmals kurzzeitig für Ödåkra IF auf das Spielfeld zurück. 2020 bestritt er für Kungsbacka City nochmals ein Punktspiel.

### Trainerlaufbahn
Ab 2017 trainierte Lindström den Viertligisten Tvååkers IF, mit dem er in die Division 1 aufstieg und am Ende der Spielzeit 2018 als Tabellendritter knapp den Durchmarsch in die zweitklassige Superettan verpasste. Kurz nach Saisonende wurde er vom Ligakonkurrenten Eskilsminne IF als Nachfolger von Martin Pringle verpflichtet. In der Spielzeit 2020 stand er mit der Mannschaft im Abstiegskampf, so dass der Klub ihn im August des Jahres freistellte. Im Oktober kehrte er zum ebenfalls im Abstiegskampf befindlichen Tvååkers IF zurück. Mit dem Klub schaffte er letztlich den Klassenerhalt.
Kurz vor Weihnachten 2020 verpflichtete sein in die Superettan abgestiegener Ex-Klub Helsingborgs IF Jörgen Lennartsson als neuen Cheftrainer für die folgende Spielzeit, dem Lindström als Assistent zusammen mit Torwarttrainer Sven Andersson zur Seite gestellt wurde. Als Tabellendritter der Zweitliga-Spielzeit 2021 qualifizierte sich der Klub für die Relegation, wo er sich gegen Halmstads BK durchsetzte und in die Allsvenskan zurückkehrte. Nach einem schwachen Start in die Allsvenskan-Saison 2022 wurde Lennartsson Ende Mai entlassen, gemeinsam mit Álvaro Santos wurde Lindström zum neuen Cheftrainer befördert. Letztlich verpasste die Mannschaft auf dem vorletzten Tabellenplatz liegend den Klassenerhalt. Dennoch erhielt das Trainerduo zunächst das Vertrauen des Vereins, musste aber nach drei Niederlagen zum Auftakt der Zweitliga-Saison 2023 ebenso wie Sportchef Andreas Granqvist gehen.
Im Dezember 2023 verpflichtete Degerfors IF Lindström als neuen Trainerassistenten von Cheftrainer William Lundin. Beim Absteiger aus der Allsvenskan unterzeichnete er einen Einjahresvertrag.